# لیپینسا مورووانا (روستا)
لیپینسا مورووانا (روستا) (به لاتین: Lipnica Murowana) یک روستا در لهستان می‌باشد. این روستا جزو میراث جهانی یونسکو در این کشور است.

## خصوصیات
لیپینسا مورووانا ۸۹۰ نفر جمعیت دارد.